# Phoma asteromella
Phoma asteromella är en lavart som beskrevs av Died. 1912. Phoma asteromella ingår i släktet Phoma, ordningen Pleosporales, klassen Dothideomycetes, divisionen sporsäcksvampar och riket svampar.   Inga underarter finns listade i Catalogue of Life.